# Anders Koppel
Anders Koppel (født 17. juli 1947 i København) er en dansk musiker og komponist. Han var i 1967 medstifter af Savage Rose sammen med broderen Thomas Koppel og var medlem af gruppen indtil 1974.
Koppel har komponeret musikken til otte balletter for Nyt Dansk Danseteater, samt musik til mere end 150 film, 50 teatralske skuespil og tre musicals. Han har komponeret over 90 værker for klassiske ensembler, kammermusik og 20 koncertkompositioner, heriblandt to saxofonkoncerter og fire marimbakoncerter.
Anders Koppel er søn af komponisten Herman D. Koppel, og med sin hustru Ulla har han tre børn: Marie Carmen (1971), Benjamin og Sara.
Han spillede klaver som barn sammen med sin far og senere spillede han klarinet med flere tv- og koncertoptrædener. Han begyndte at spille orgel i 1966.
Anders Koppel dannede i 1976 gruppen Bazaar med Peter Bastian og Flemming Quist Møller. Bazaar skiltes i januar 2013. Anders Koppel har haft et band med sin søn Benjamin Koppel siden sønnens teenageår; siden 2013[kilde mangler] under navnet Koppel & Søn. De har blandt andet udgivet albummet Koppel & Søn på "Tiger Music".